# 품 비푸릿

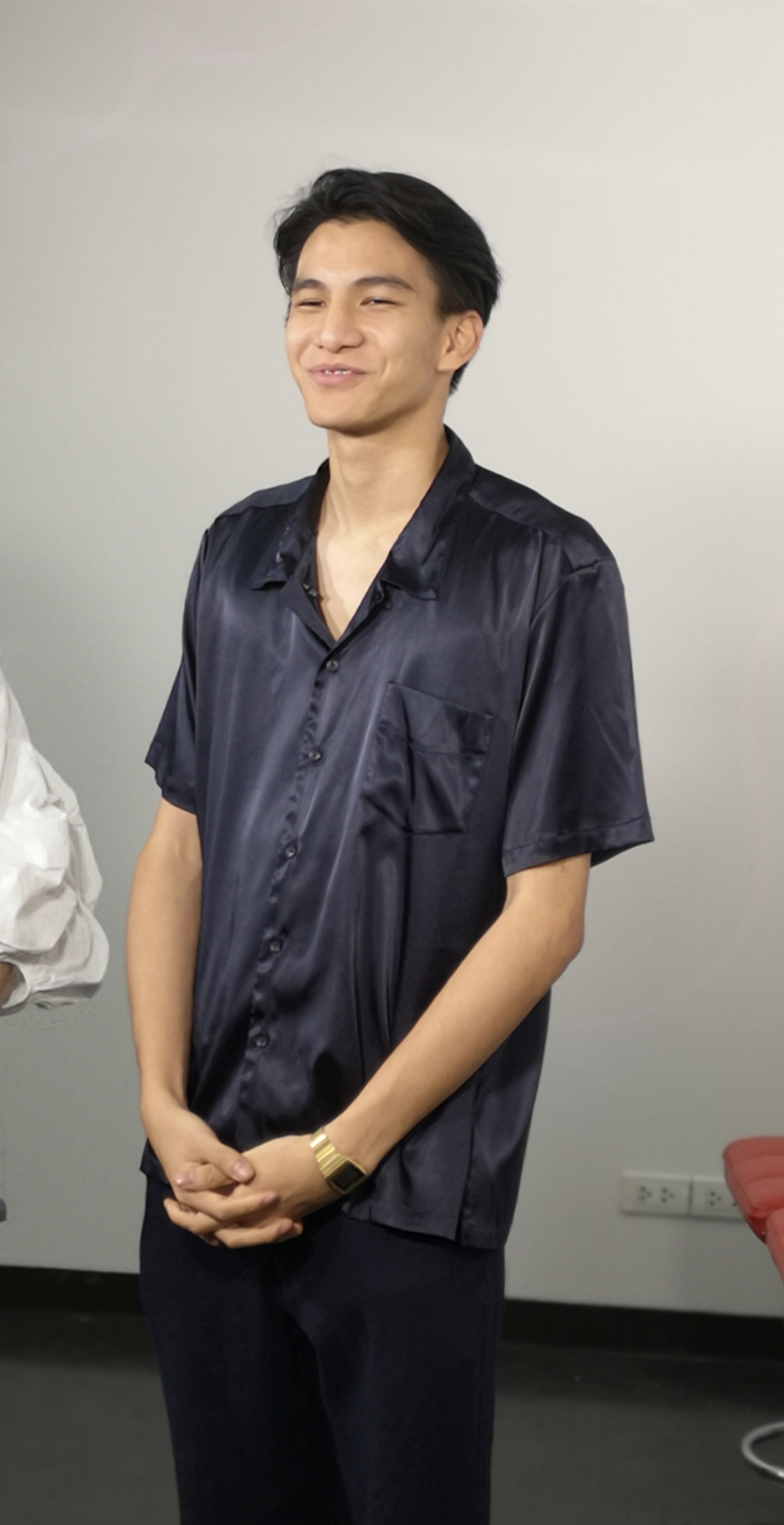

품 비푸릿(Phum Viphurit, 태국어: วิภูริศ ศิริทิพย์, 1995년 8월 16일 ~ )는 태국의 싱어송라이터이다. 2018년 싱글 'Lover Boy'를 통해 세계적인 명성을 얻었다.

## 생애
품 비푸릿은 태국 방콕에서 태어났다. 본명은 비푸릿 시립팁(Viphurit Siritip)으로 이름 앞에 별칭 'Phum'을 붙여 활동한다. 아버지는 건축가이고 어머니는 그래픽 디자이너다. 9세 때 뉴질랜드 해밀턴으로 이사했다. 어렸을 때 드럼을 배웠으나 이웃집에 방해가 된다는 이유로 기타를 배우기 시작했다. 18세 때 태국으로 돌아와 대학에 진학했다. 품 비푸릿은 유투브에 커버곡과 오리지널곡으로 올렸고 인디 레이블인 Rat Records와 계약했다. 2017년 데뷔앨범 'Manchild'를 발표했다. 다음 싱글인 'Long Gone'과 'Lover Boy'의 뮤직비디오가 인터넷에서 화제가 됐다. 2018년 대만, 한국, 일본, 폴란드, 독일, 영국, 프랑스, 스위스, 이탈리아, 네덜란드, 미국, 인도네시아, 말레이시아, 필리핀, 싱가포르 등에서 공연했다. 방콕에서 영화제작을 전공하여 대학을 졸업했다. 2018년 4월 28일 홍대 웨스트브릿지 라이브홀에서 첫번째 내한공연을 가졌다. 2019년 11월 24일 경남 창원시 창원경륜경기장에서 열린 한-아세안 특별정상회의 기념 공연 '아세안 판타지아'에 참여했다.

## 뮤직 비디오
| 제목        | 년도 | 감독          |
| ----------- | ---- | ------------- |
| "Lover Boy" | 2018 | Jean Khamkwan |